# Підгоренський
Підгоренський (рос. Подгоренский) — селище міського типу, адміністративний центр Підгоренського району Воронезької області Росії і найбільший населений пункт Підгоренського міського поселення. Розташований на історичній території Східної Слобожанщини, зокрема Острогозького адміністративного полку. 
Населення - 6,1 тис.осіб. (2009 рік)

## Географія
Розташований на річці Суха Розсош (басейн Дону), за 189 км на південь від Воронежу.
Залізнична станція Підгірне на лінії «Лиски - Міллерово».

## Історія
Засноване 1740 людьми поміщика М. А. Тевяшева, які були переселені з інших маєтків. Статус селища міського типу - з 9 червня 1958 року. 
У місті встановлений памятник українському геологу Олександру Дубянському, уродженцю Східної Слобожанщини. 